# Prigorodnoje (Kaliningrad, Gwardeisk)
Prigorodnoje (russisch Пригородное, deutsch Hasenberg, Kreis Wehlau) ist ein Ort in der russischen Oblast Kaliningrad. Er gehört zur kommunalen Selbstverwaltungseinheit Stadtkreis Gwardeisk im Rajon Gwardeisk.
Zu Prigorodnoje gehören auch die Überbleibsel des ehemaligen Pomauden, russisch zunächst Luschki.

## Geographische Lage
Prigorodnoje liegt drei Kilometer nordwestlich der Rajonstadt Gwardeisk (Tapiau) an der Föderalstraße A229 (neue Trasse). Durch den Ort verläuft auch die Kommunalstraße 27K-221 von Gwardeisk nach Kruglowka (Neuendorf) Die nächste Bahnstation ist Gwardeisk an der Bahnstrecke Kaliningrad–Tschernyschewskoje (Königsberg–Eydtkuhnen/Eydtkau) – einstige Preußische Ostbahn – zur Weiterfahrt nach Litauen und in das russische Kernland.

## Geschichte

### Hasenberg
Das bis 1946 Hasenberg genannte Gutsdorf wurde 1874 in den neu errichteten Amtsbezirk Pomauden (s. u.) im Kreis Wehlau eingegliedert. Im Jahre 1910 waren im Gutsbezirk Hasenberg 116 Einwohner registriert. Am 30. September 1928 wurden die Gutsbezirke Altenfelde, Eisingen (beide nicht mehr existent), Hasenberg und die Landgemeinde Pomauden (s. u.) zur Landgemeinde Hasenberg zusammengeschlossen. Deren Einwohnerzahl im Jahr 1933 betrug 249 und stieg bis 1939 auf 257.

### Pomauden / Luschki
Der Ort Pomauden wurde um 1398 gegründet. 1874 wurde die Landgemeinde Pomauden Sitz eines Amtsbezirks im Kreis Wehlau. Im Jahr 1910 waren in der Landgemeinde Pomauden 119 Einwohner registriert. Im Jahr 1928 wurde Pomauden in die neu gebildete Landgemeinde Hasenberg (s. o.) integriert.
Nach der Eingliederung in die Sowjetunion in Folge des Zweiten Weltkriegs erhielt Pomauden im Jahr 1947 die russische Bezeichnung Luschki und wurde gleichzeitig dem Dorfsowjet Slawinski selski Sowet im Rajon Gwardeisk zugeordnet.

#### Amtsbezirk Pomauden 1874–1945
Der Amtsbezirk Pomauden wurde im Jahr 1874 im Kreis Wehlau eingerichtet. Ihm gehörten anfangs fünf Landgemeinden (LG) und fünf Gutsbezirke (GB) an:
| Name                 | Russischer Name nach 1945 | Bemerkungen                                                           |
| -------------------- | ------------------------- | --------------------------------------------------------------------- |
| Altenfelde (GB)      |                           | 1928 in die Landgemeinde Hasenberg eingegliedert                      |
| Eisingen (GB)        |                           | 1928 in die Landgemeinde Hasenberg eingegliedert                      |
| Hasenberg (GB)       | Prigorodnoje              | seit 1928 Landgemeinde                                                |
| Heinrichshof (GB)    |                           | mehrfach umgegliedert, seit 1928 zur Landgemeinde Moterau             |
| Koddien (LG)         |                           |                                                                       |
| Lischkau (LG)        | Jastrebki                 | 1928 in die Landgemeinde Kuglack im Amtsbezirk Goldbach eingegliedert |
| Moterau (LG)         | Sabarje                   |                                                                       |
| Neuendorf (GB u. LG) | Kruglowka                 | 1928 als Landgemeinde zusammengefasst                                 |
| Pomauden (GB)        | Luschki                   | 1928 in die Landgemeinde Hasenberg eingegliedert                      |

Am 1. Januar 1945 bildeten noch vier Gemeinden den Amtsbezirk Pomauden: Hasenberg, Koddien, Moterau und Neuendorf.

### Prigorodnoje
In Folge des Zweiten Weltkriegs kam Hasenberg mit dem nördlichen Ostpreußen im Jahre 1945 zur Sowjetunion. 1947 erhielt der Ort die russische Bezeichnung Prigorodnoje (deutsch etwa „Vorstadtort“ wegen seiner Nähe zur Stadt Gwardeisk) und wurde gleichzeitig dem Dorfsowjet Slawinski selski Sowet im Rajon Gwardeisk zugeordnet. Vor 1988 wurde der Ort Luschki an Prigorodnoje angeschlossen. Von 2005 bis 2014 gehörte Prigorodnoje zur städtischen Gemeinde Gwardeiskoje gorodskoje posselenije und seither zum Stadtkreis Gwardeisk.

## Kirche
Die Bevölkerung Hasenbergs und Pomaudens war vor 1945 fast ausnahmslos evangelischer Konfession. Die Dörfer gehörte damals zum Kirchspiel der Stadtkirche Tapiau (heute russisch: Gwardeisk) im Kirchenkreis Wehlau (Snamensk) innerhalb der Kirchenprovinz Ostpreußen der Kirche der Altpreußischen Union. Die damalige Pfarrkirche gehört heute der russisch-orthodoxen Kirche. Innerhalb der Stadt Gwardeisk hat sich in den 1990er Jahren eine neue evangelisch-lutherische Gemeinde gebildet, die zur Auferstehungskirche in Kaliningrad (Königsberg) in der Propstei Kaliningrad der Evangelisch-lutherischen Kirche Europäisches Russland gehört.